# Alex Augier
 (octobre 2024).
 (octobre 2024).
Causes possibles :
- Rédaction non-neutre car ne respectant pas la synthèse équilibrée attendue.
- Plan structurant la page comme une brochure promotionnelle ou une plaquette institutionnelle.
- Nombreuses informations sans réelle pertinence encyclopédique et pourtant montées en épingle. Ceci peut notamment se faire en recourant à des sources primaires ou non centrées, ou encore à un « cherry picking » des sources ; dans certains cas, cette utilisation des sources peut même donner lieu à une « synthèse inédite ».

Rappel : la pertinence des informations est à démontrer par des sources secondaires indépendantes et de qualité traitant le sujet.
Alex Augier est un artiste multi-disciplinaire, musicien et compositeur français connu pour son travail à la croisée de la musique et de l’art numérique. Parmi ses réalisations, on trouve des performances audiovisuelles, des installations et des compositions musicales.

## Biographie

### Formation
Alex Augier suit tout d'abord des cours de percussions au conservatoire de Tonnerre. Il est titulaire d’un doctorat de médecine, et d’un Master 2 en Réalisation en informatique musicale (Université Jean Monnet). En 2015, il participe à un atelier de création à l'IRCAM, In Vivo Electro , avec trois autres compositeurs sous la direction du chorégraphe Christian Rizzo,.

### Carrière
Il a une activité musicale depuis son adolescence (batterie, piano, composition) mais sa carrière commence réellement en 2014 lorsqu’il décide de se concentrer dans le domaine des musiques électroniques et des arts numériques. Cette même année, pour le festival Scopitone, il créée sa seconde performance audiovisuelle oqpo_oooo. Cette performance est nommée pour le prix des Bains Numériques en 2016.
Il est l'auteur d'une première installation audiovisuelle vVvoxel pour Media Ambition Tokyo en 2016[réf. nécessaire]. Son premier album studio oqpo_oooo sort chez Kolonia Artystow cette même année. Il investit le champ du synthétiseur modulaire et créer la performance _nybble_ qui associe cet instrument à un dispositif de spatialisation audiovisuelle innovant,. Il rencontre l’artiste visuelle Alba G. Corral en 2017 avec laquelle il collabore pour deux performances audiovisuelles qui fonctionnent comme un diptyque : end(O) pour environnement immersif et ex(O) pour scène conventionnelle. En 2018, il sort l’EP Germination chez DAC Records, label de Franck Vigroux, qui comporte un remix de Roly Porter, ainsi que l’EP The Fourier Ghost chez The Collection Artaud. En 2019, _nybble_ est présentée dans l’exposition Electro: de Kraftwerk à Daft Punk à la Philharmonie de Paris,. Il développe ensuite un dispositif électronique avec spatialisation audiovisuelle pour Monome pour les performances p(O)st (2019), pr(-) (2020) et hex/A\ (2022). Il collabore avec l’artiste visuelle Heather Lander en 2021 pour l'installation Recurrence.
Il est membre de Backbone Party, groupe de musique électro-rock actif entre 2009 et 2014, pour lequel il assure les postes de compositeur, musicien électronique et batteur (Album Beirutopia produit par Ted Niceley, 2014).
Ses oeuvres ont été présentées dans divers festivals et institutions internationaux incluant Sonar, Mutek,, Ars Electronica, Scopitone,, L.E.V., Elektra.

## Performances
- 2014 : N[order]ISE
- 2014 : oqpo_oooo
- 2015 : Live Modular
- 2015 : N[noise]CTURN
- 2016 : _nybble_
- 2018 : end(O) (avec Alba G. Corral)
- 2019 : ex(O) (avec Alba G.Corral)
- 2019 : p(O)st
- 2020 : pr(-)
- 2022 : hex/A\

## Installations
- 2016 : vVvoxel
- 2021 : Recurrence (avec Heather Lander)

## Discographie

### Albums studio
- 2016 : oqpo_oooo (Kolonia Artystow)
- 2019 : _nybble_
- 2021 : end(O).ex(O) (The Collection Artaud)
- 2022 : Recurrence

### Maxis
- 2016 : Portraits Audacieux
- 2018 : Germination (DAC Records)
- 2018 : The Fourier Ghost (The Collection Artaud)

### Singles
- 2014 : N[order]ISE

### Compilations
- 2017 : Around Sound Mixtape (Curtocircuito)
- 2018 : Barulho (Labsonica)

### Avec Backbone Party
- 2014 : Beirutopia (Quixote Music)